# یادمان ملی کیت شپرد
یادمان ملی کیت شپرد (انگلیسی: Kate Sheppard National Memorial) در شهر کرایست‌چرچ کشور زلاندِ نو، نخستین یادمانی در این کشور است که جهت بزرگداشت جنبش حق رأی زنان ساخته شده است و به‌طور خاص زندگی یکی از مهم‌ترین کنشگران این جنبش در زلاند نو یعنی کیت شپرد را به تصویر می‌کشد.
نخستین بار در سال ۱۹۹۸ پیشنهاد شد که یادمانی برای بزرگداشت صد سالگی حق رای زنان در زلاند نو (که در سال ۱۹۹۳ می‌افتاد) ساخته شود. در سال ۱۸۹۳ زلاند نو نخستین کشور خودمختاری بود که به زنان حق رأی را اعطا کرد. کمیته‌ای برای انتخاب طرح این یادمان ایجاد شد و در نهایت طرح هنرمند هلندی‌الاصل مارگاریت ویندهاوزن برای اجرا انتخاب شد.
این یادمان دیواری از سنگ‌های شکسته است که مجسمه‌ای برجسته از جنس برنز و در مقیاس واقعی از شپرد و پنج نفر دیگر از رهبران جنبش حق رای زنان در این کشور بر آن دیوار قرار گرفته است. در هر طرح مجسمه یک پنل برنزی تعبیه شده که تصویرگر زندگی روزمره زنان در انتهای قرن نوزدهم میلادی است و متنی دربارهٔ مساعی صورت‌گرفته جهت پیروزی جنبش حق رای زنان بر آن نوشته شده است. این مجسمه حدود سه متر طول دارد و ارتفاع آن حدود ۲ متر است. طول دیوار پشت مجسمه حدود پنج متر است. کل دیوار و مجسمه روی سکوی کوتاه تزئین شدهٔ بتنی قرار داده شده است که در تقابل با مجسمه‌های مردان قرار دارد که عموماً روی ستون‌های بلند هستند.
زنانی که در این مجسمه برجسته تصویر شده‌اند از چپ به راست عبارتند از مری مانگاکاهیا (که جهت حق رای زنان مائوری در پارلمان مائوری حاضر شد)، ایمی دالی (فمنیست و کنشگر حقوق زنان انگلیسی الاصل)، کیت شپرد (یکی از برجسته‌ترین اعضای جنبش رأی‌گیری زنان در زلاند نو و معروف‌ترین رهبر زن)، ایدا ولز (کنشگر حق تحصیل دختران)، هریت موریسون (کنشگر حقوق زنان کارگر اهل دنیدن) و هلن نیکول (کنشگر حق رأی زنان اهل دنیدن). این زنان در حالی به تصویر کشیده شده‌اند که دارند نامه‌های درخواست خود برای حق رای زنان را در گاری‌ای چوبی به سمت پارلمان حمل می‌کنند.
این یادمان در ۱۹ سپتامبر ۱۹۹۳ افتتاح توسط کترین تایزارد فرماندار کل وقت زلاند نو افتتاح شد.
محفظه‌ای قفل‌شده و هوابندی‌شده که در آن یادداشت‌ها و بریده‌روزنامه‌هایی در مورد زندگی زنان در سال ۱۹۹۳ قرار گرفته در داخل یادمان جاسازی شده تا شواهدی برای آیندگان دور باقی بماند.
این یادمان از زمان افتتاح مکانی برای گردهمایی‌های سالانه بزرگداشت جنبش حق رای زنان بوده است.
این یادبود در پارکی به نام «منطقهٔ محافظت‌شدهٔ ملی یادبود کیت شپرد» واقع شده است که در کنار رودخانه اَوون و نزدیک به ساختمان تاریخی «آور سیتی» (تالار شهرداری سابق) در تقاطع خیابان ووستر و آکسفورد تِراس قرار دارد. ساختمان «آور سیتی» در زمین‌لرزه ۲۰۱۰ کانتربری آسیب دید و به همین دلیل، این یادبود برای مدتی در پشت نرده‌ها قرار گرفت تا وضعیت سازه بررسی شود. در ژوئن ۲۰۱۴، طی مراسمی با حضور لیان دالزیل، شهردار وق کرایست‌چرچ، نرده‌ها برداشته شد و دسترسی عمومی به یادبود دوباره برقرار گردید.
این یادمان در ۸ مارس ۲۰۲۵ (همزمان با روز جهانی زن) در فهرست میراث زلاند نو به در ردهٔ ۱ میراث ملی ثبت شد.